# معاهدة بريتيني
معاهدة بريتيني كانت اتفاقية صلح وُقّعت في 8 مايو 1360 بين إدوارد الثالث ملك إنجلترا وجان الثاني ملك فرنسا، وذلك في بلدة بريتيني القربية من شارتر، وبالنظر إلى الماضي، يُنظر إليها على أنها شكلت نهاية المرحلة الأولى من حرب المائة عام (1337-1453).

## الخلفية
بعد هزيمة الجيش الفرنسي وأسر الملك جان الثاني خلال معركة بواتييه سنة 1356، وجد الفرنسيون أنفسهم في موقف حرج، مما اضطرهم إلى التفاوض من أجل السلام، انتهت المفاوضات بتوقيع معاهدة التي فرضت شروطًا قاسية على فرنسا.

## البنود الرئيسية
- الإفراج عن الملك جان الثاني مقابل فدية ضخمة بلغت 3 ملايين إيكو ذهبي.[4]
- تنازل فرنسا عن عدد من الأراضي لصالح مملكة إنجلترا، أهمها:
  - جاسكوني.[4]
  - بوردو.
  - كاليه.[4]
  - ليموزان.
  - كيرسي.[4]
  - أجينوا.[4]
- منح هذه الأراضي لإدوارد الثالث كأملاك مستقلة تمامًا عن التاج الفرنسي، دون أن يُطلب منه أداء قسم الولاء للملك الفرنسي.
- تخلي إدوارد الثالث رسميًا عن مطالبته بتاج فرنسا.[5]
- توقيع هدنة مؤقتة بين الطرفين.

## التداعيات
خلال فترة احتجاز الرهائن، عاد الملك جان الثاني إلى فرنسا لمحاولة جمع الأموال اللازمة لدفع الفدية، وفي عام 1362 تمكّن ابنه لويس دوق أنجو الذي كان محتجزًا كرهينة في كاليه الواقعة تحت السيطرة الإنجليزية، من الفرار من أسره، وبسبب فرار هذا "البديل"، شعر جان أن شرفه يُلزمه بالعودة طوعًا إلى الأسر في إنجلترا، وهناك قضى نحبه عام 1364، ليخلفه على العرش ابنه شارل الخامس.
وفي عام 1369 وتحت ذريعة أن إدوارد الثالث لم يلتزم ببنود معاهدة بريتيني، أعلن ملك فرنسا استئناف الحرب مجددًا، وبحلول وفاة الأمير الأسود عام 1376، ثم وفاة إدوارد الثالث في العام التالي 1377، كانت القوات الإنجليزية قد تقهقرت وانحسرت إلى مناطق محدودة في الجنوب الغربي، ولا سيما حول بوردو.

## النتائج
رغم توقيع المعاهدة، لم يتحقق سلام دائم، فقد عجز الطرفان عن تنفيذ بعض البنود، وتجددت الحرب لاحقًا. غير أن المعاهدة مثلت انتصارًا إنجليزيًا كبيرًا على الصعيد السياسي والعسكري، وواحدة من أبرز محطات حرب المئة عام.

## وصلات خارجية
- نص المعاهدة – ويكي مصدر بالفرنسية